# Ана Филантропин
Ана Филантропин (грч. Αννα Φιλανθρωπινη; 1395–1404) је била друга супруга цара Манојла III Великог Комнина. 

## Породица
Ана је била ћерка Манојла Анђела Филантропина, цезара и гувернера Тесалије. Манојло је владао Тесалијом од 1390. године, до пада под турску власт у време султана Бајазита I 1394. године.
Њен деда по оцу, или вероватније стриц, био је Алексије Анђел Филантропин, такође цезар, који је био гувернер Тесалије од 1373. до 1390. године. Њена бака по мајци, или вероватније стрина, била је Марија Радослава.

## Царица
Гулхан-Евдокија од Грузије, Манојлова прва жена и царица Трапезунта умрла је 2. маја 1395. године. 4. септембра те године, Евдокија, Манојлова сестра и удовица Таједин-паше од Синопе и емира од Лимније, стигла је из Цариграда у Кордиле са Аном Филантропин и Теодором Кантакузин; ове жене су дошле да се венчају, Ана са царем Манојлом III а Теодора са његовим сином, престолонаследником Алексијем. Комбиновано венчање је одржано следећег дана у Трапезунту.
Руј Гонзалес де Клавијо, дипломата краља Енрикеа III од Кастиље, упућен кану Тамерлану, упознао је цара Манојла III и његову породицу априла 1404. године, док је пролазио кроз Трапезунт, и у свом извештају бележи царицу Ану Филантропин, што је јасан знак да је у време његове мисије царица била жива. Цар Манојло III је умро 5. марта 1417. године; да ли га је царица Ана надживела није познато. Тјери Ганшу тврди да је идентификовао сина цара Манојла III и царице Ане, који је био жив још 1423. године, и довољно стар да се ожени Евдокијом, ћерком протостратора Манојла Палеолога Кантакузина.